# Juniperus semiglobosa
Juniperus semiglobosa är en cypressväxtart som beskrevs av Eduard August von Regel. Juniperus semiglobosa ingår i släktet enar, och familjen cypressväxter. IUCN kategoriserar arten globalt som livskraftig. Inga underarter finns listade i Catalogue of Life.

## Bildgalleri

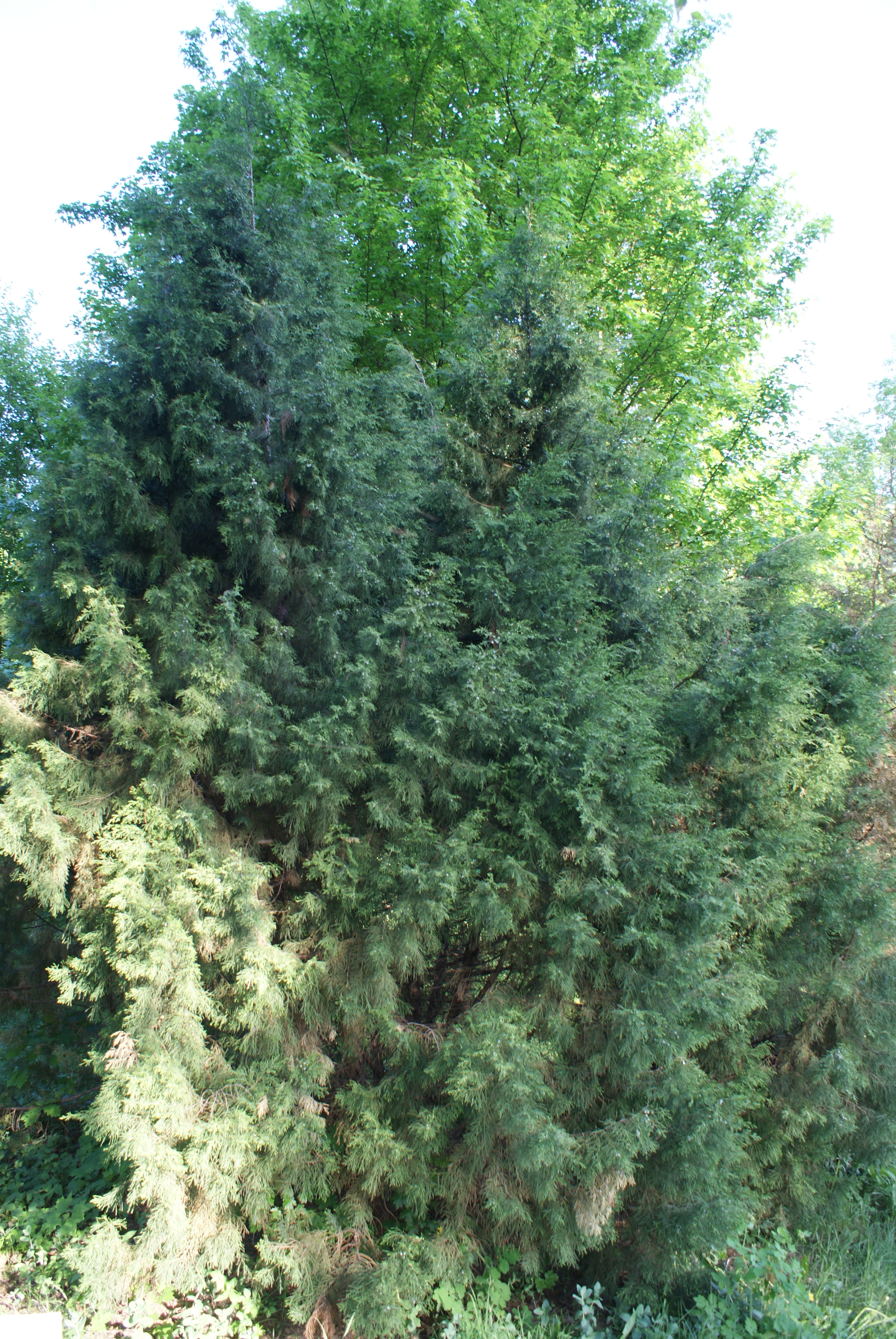